# Full-time equivalent
O full-time equivalent (FTE) ou equivalente a tempo completo é um método de mensuração do grau de envolvimento de um colaborador nas atividades de uma organização ou unicamente em um determinado projeto.
Um FTE de 1,0 significa que o colaborador é um trabalhador a tempo inteiro, enquanto que um FTE de 0,5 sinaliza que o colaborador participa das atividades da empresa somente em meio período. Normalmente diferentes escalas são utilizadas para calibrar estes índices, dependendo do tipo de instituição (escolas, indústrias, centros de pesquisa, dentre outras) e o escopo da análise (custo do pessoal, produtividade, etc.) dos processos de trabalho.